# З́
З́, з́ – litera rozszerzonej cyrylicy, wykorzystywana od 2009 r. w alfabecie cyrylickim języka czarnogórskiego, w którym oznacza dźwięk [ʑ]. Powstała poprzez połączenie litery З z akcentem ostrym. 
Jej odpowiednikiem w czarnogórskiej łacince jest litera Ź.

## Kodowanie
| Forma     | Wygląd | Części składowe | Części składowe | Kodowanie     |
| --------- | ------ | --------------- | --------------- | ------------- |
| majuskuła | З́      | U+0417 З        | U+0301 ◌́        | U+0417 U+0301 |
| minuskuła | з́      | U+0437 з        | U+0301 ◌́        | U+0437 U+0301 |